# One Thing Remains
One Thing Remains is het derde album van de Canadese band Default. Het is op 11 oktober 2005 uitgegeven.
"The Memory Will Never Die" is gebruik als een van de theme songs van WWE's WrestleMania 23.

## Track Overzicht
1. All Is Forgiven – 4:08
2. I Can't Win – 3:48
3. It Only Hurts – 3:42
4. The Way We Were – 3:28
5. Count on Me – 4:09
6. Hiding from the Sun – 3:32
7. Beautiful Flower – 3:48
8. One Thing Remains – 2:57
9. The Memory Will Never Die – 4:23
10. Get out of This Alive – 3:01
11. Found My Way Out – 3:47